# 名古屋メダル
名古屋メダル（なごやメダル）は、有機合成化学分野において業績を残した化学者に与えられる賞である。

## 概要
科学技術振興機構研究開発戦略センター長で名古屋大学特別教授の野依良治とシカゴ大学・中部大学教授、名古屋大学名誉教授の山本尚が発案し、財団法人万有生命科学振興国際交流財団（現・公益財団法人MSD生命科学財団）の支援を受け、1995年（平成3年）に創設されたもの。
国際的に偉大な業績をあげた合成化学者に贈られるゴールドメダルと合成化学分野において優れた業績をあげ、今後の発展が期待されるライジングスターに贈られるシルバーメダルがあり、名古屋メダル組織委員会の選考により選出されている。

## 歴代受賞者

### ゴールドメダル
※国外研究者が対象
| 受賞年度 | 受賞者                               | 所属                                       |
| -------- | ------------------------------------ | ------------------------------------------ |
| 1995年   | 岸義人                               | ハーバード大学                             |
| 1996年   | クラーク・スティル                   | コロンビア大学                             |
| 1997年   | ロバート・グラブス                   | カリフォルニア工科大学                     |
| 1998年   | アンリ・カガン                       | パリ第11大学                               |
| 1999年   | サミュエル・ダニシェフスキー         | コロンビア大学                             |
| 2000年   | マンフレッド・T・リーツ              | マックス・プランク研究所                   |
| 2001年   | キリアコス・コスタ・ニコラウ         | スクリップス研究所                         |
| 2002年   | ディーター・ゼーバッハ               | スイス連邦工科大学チューリッヒ校           |
| 2003年   | デヴィッド・エヴァンス               | ハーバード大学                             |
| 2004年   | フレイザー・ストッダート             | カリフォルニア大学ロサンゼルス校           |
| 2005年   | 中西香爾                             | コロンビア大学                             |
| 2006年   | スティーヴン・V・レイ                | ケンブリッジ大学                           |
| 2007年   | ラリー・オーヴァーマン               | カリフォルニア大学アーバイン校             |
| 2008年   | バリー・トロスト                     | スタンフォード大学                         |
| 2009年   | ジャン・フレシェ                     | カリフォルニア大学バークレー校             |
| 2011年   | エリック・ジェイコブセン             | ハーバード大学                             |
| 2012年   | ポール・ノッシェル                   | ルートヴィヒ・マクシミリアン大学ミュンヘン |
| 2013年   | ベルナルト・L・フェリンハ            | フローニンゲン大学                         |
| 2014年   | ジョン・ハートウィグ                 | カリフォルニア大学バークレー校             |
| 2015年   | スチュアート・シュライバー           | ブロード研究所・ハーバード大学             |
| 2016年   | ステファン・バックワルド             | マサチューセッツ工科大学                   |
| 2017年   | バード・マイヤー（英語版）           | アイントホーフェン工科大学                 |
| 2018年   | デイヴィッド・マクミラン             | プリンストン大学                           |
| 2020年   | キャロライン・ベルトッツィ           | スタンフォード大学                         |
| 2024年   | アロイス・フュルシュトナー（英語版） | マックス・プランク研究所                   |

#### 特別賞
2006年、タイのチュラポーン皇女が化学とその関連分野の発展に献身されたとして名古屋メダル特別賞（ゴールドメダル）を受賞している。

### シルバーメダル
※国内研究者が対象
| 受賞年度 | 受賞者     | 所属         |
| -------- | ---------- | ------------ |
| 1999年   | 鈴木啓介   | 東京工業大学 |
| 2000年   | 相田卓三   | 東京大学     |
| 2001年   | 中村栄一   | 東京大学     |
| 2002年   | 小林修     | 東京大学     |
| 2003年   | 藤田誠     | 東京大学     |
| 2004年   | 丸岡啓二   | 京都大学     |
| 2005年   | 杉野目道紀 | 京都大学     |
| 2006年   | 吉田潤一   | 京都大学     |
| 2007年   | 袖岡幹子   | 理化学研究所 |
| 2008年   | 村上正浩   | 京都大学     |
| 2009年   | 野崎京子   | 東京大学     |
| 2011年   | 谷野圭持   | 北海道大学   |
| 2012年   | 秋山隆彦   | 学習院大学   |
| 2012年   | 寺田眞浩   | 東北大学     |
| 2013年   | 茶谷直人   | 大阪大学     |
| 2014年   | 浜地格     | 京都大学     |
| 2015年   | 侯召民     | 理化学研究所 |
| 2016年   | 澤村正也   | 北海道大学   |
| 2017年   | 菅裕明     | 東京大学     |
| 2018年   | 安達千波矢 | 九州大学     |
| 2020年   | 金井求     | 東京大学     |
| 2024年   | 井上将行   | 東京大学     |